# Peter Jones (empresário)
Peter Jones (Maidenhead, 18 de Março de 1966) é um empresário britânico que tem interesses na area de telecomunicação móvel. A Sunday Times Rich List 2005 estima que ele fature pelo menos £180 milhões.[carece de fontes?]

## Vida e carreira
Peter Jones é mais conhecido na Inglaterra pela sua presença no programa da BBC Two's Dragons' Den em 2006. Mundialmente ele ficou conhecido pelo programa criado por ele e no qual também foi jurado, denominado American Inventor.